# Meckesheim
Meckesheim är en kommun och ort i Rhein-Neckar-Kreis i regionen Rhein-Neckar i Regierungsbezirk Karlsruhe i förbundslandet Baden-Württemberg i Tyskland.
Kommunen ingår i kommunalförbundet Elsenztal tillsammans med kommunerna Eschelbronn, Lobbach, Mauer och Spechbach.